# Mesomys occultus
Mesomys occultus é uma espécie de roedor da família Echimyidae.
É endêmica do Brasil, onde é conhecido através de cinco espécimes coletados nas proximidades do rio Juruá e do rio Urucu, no estado do Amazonas.